# Panzerkampfwagen VIII Maus
Panzerkampfwagen VIII Maus (Stridsvagn 8 Mus), förkortat Pz.Kpfw. VIII, Panzer VIII eller Pz.VIII, var en nazitysk övertung stridsvagn konstruerad under andra världskriget av bilkonstruktören Ferdinand Porsche på direkt order från Adolf Hitler. Pz.VIII Maus räknas som den hittills tyngsta stridsvagnen som någonsin har byggts i historien och tillverkades endast i två prototyper (dock tillverkades det flera tomma skrov och torn).

## Historia

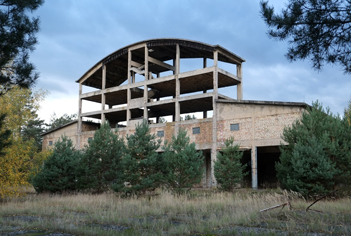
Kummersdorf-Gut, Neue Verskraft, Hall för Panzerkampfwagen VIII "Maus", 2013

Historien om Maus började med att Nazityskland började arbeta på övertunga stridsvagnar under tidigt 1940-tal. Flera projekt med vikter från 70 till 200 ton föreslogs. Ett av dessa kom att bli Panzerkampfwagen VII Löwe (lejon). Dock ville Hitler ha en mycket kraftfullare stridsvagn vilket gjordes att Panzer VII Löwe-projektet skrotades och istället valde man att arbeta på en tyngre vagn som fick beteckningen Panzerkampfwagen VIII Maus (Mus). Namnet Maus började troligen som ett skämt på grund av vagnens storlek men verkar ha blivit officiellt under projektets gång.
Den nya vagnen skulle vara osårbar mot alla typer av pansarvärnskanoner för sin tid vilket gjorde den mycket tung. Stridsvagnen var så tung att den inte kunde användas speciellt praktiskt. Till exempel kunde ingen bro i Tyskland bära vagnen vilket gjorde att man behövde köra vagnen under vattnet med snorkel vilket heller inte fungerade speciellt bra då tyngden lätt kunde få vagnen att fastna i dyn. Andra problem med vikten var att vagnen blev extremt långsam och drog mycket bränsle. Den stora vikten gav höga belastningar med återkommande mekaniska haverier hos olika komponenter.
Två prototyper byggdes. Första prototypen, kallad V1, hade enbart ett vikttorn medan den andra prototypen, kallad V2, hade beväpning. Prototyperna testades vid övningsområdet Heeresversuchsanstalt Kummersdorf. Innan prototyperna hade testats färdigt hade Hitler beställt 150 stycken Maus-vagnar. Dessa skulle byggas av Krupp då de var de enda som kunde producera vagnen. När problemen med vagnen blev uppenbara beordrade Hitler att projektet därför skulle skrotas. Krupp hade redan vid detta tillfälle börjat producera flera torn och chassin som då behövde skrotas. Dock fick Ferdinand-Porsche fortsätta tester med prototyperna ifall man kunde komma på ett sätt att rädda projektet. Dock sattes sista spiken i kistan då Krupps fabrik blev bombad vilket gjorde det omöjligt att producera vagnen. När Sovjetunionen intog övningsområdet Kummersdorf lyckades tyskarna förstöra prototyperna så att ryssarna inte skulle kunna göra tester på dem. 
När de förstörda prototyperna väl var i ryska händer monterade man tornet från prototyp V2 på chassit av prototyp V1 för att få en så komplett vagn som möjligt (detta då V1-chassit var mer komplett än V2-chassit). Efter skjuttester mot vagnen blev den ett museiföremål och den externt restaurerade vagnen finns nu bevarad vid Kubinka stridsvagnsmuseum nära Moskva i Ryssland.

## Konstruktion

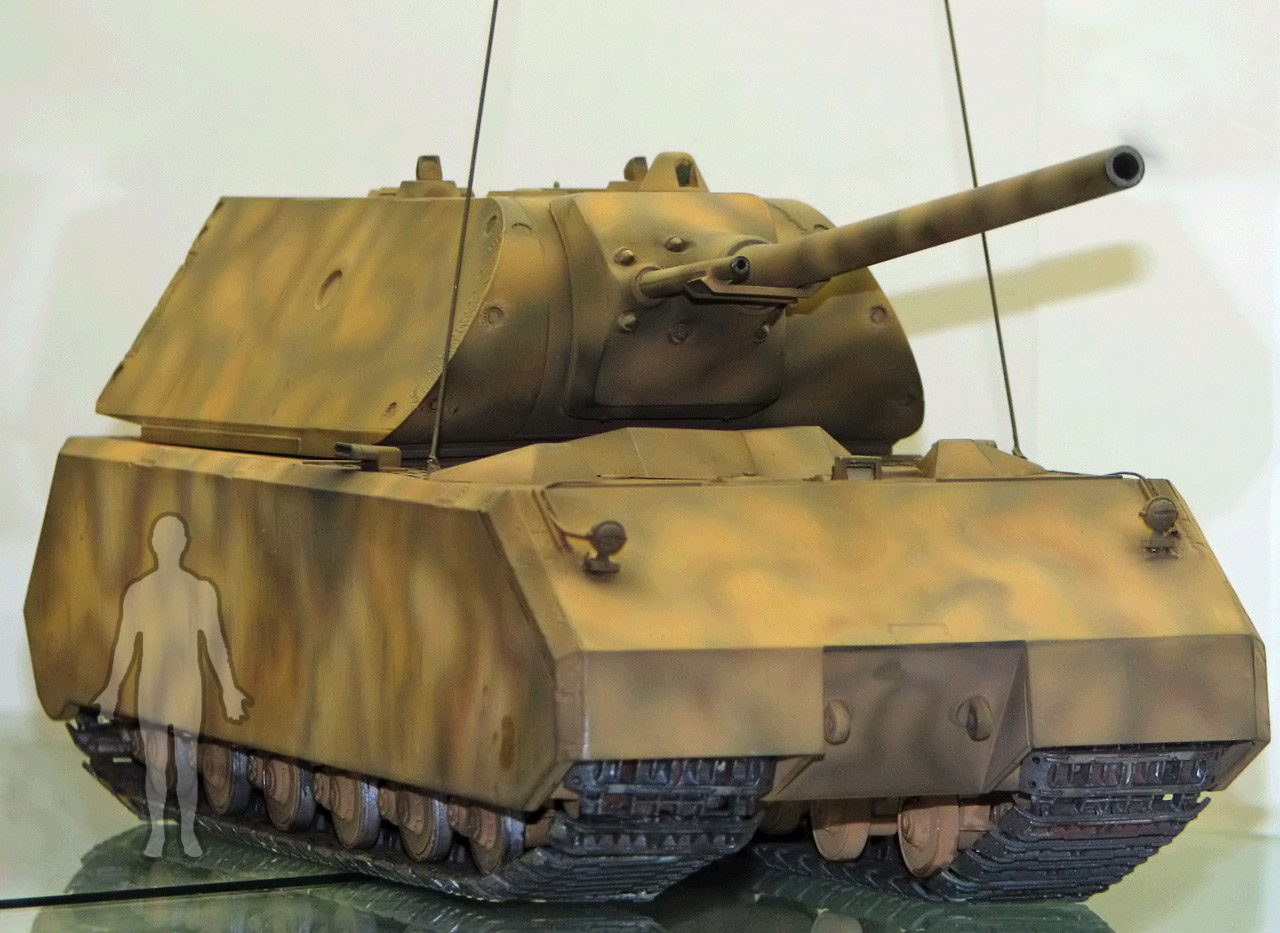
Model av Panzerkampfwagen VIII Maus.

### Beväpning
Maus beväpning bestod av flera kanoner, kulsprutor och granatkastare. Dess huvudbeväpning bestod av en 12,8 cm KampfwagenKanone (KwK) 44 pansarvärnskanon som kunde slå igenom mer än 240 mm pansar på en kilometers avstånd med pansargranater. Sekundär beväpning bestod av en tornmonterad 7,5 cm KwK 44-kanon som specifikt utvecklades för Maustornet. Den sköt samma ammunition som 7,5 cm KwK 37 och var menad att användas som avståndsmätare och understödskanon. Den kunde skjuta olika typer av ammunition, till exempel pansargranat, pansarspränggranat och rökgranat. Annan sekundärbeväpning bestod av en 7,92 mm Maschinengewehr 34 (Mg 34) kulspruta och en 92 mm Nahverteidigungswaffe rökgranatkastare.

### Pansar
Pansaret på Maus var tjockast i världen för sin tid. Frontalpansaret på chassit var 200 mm tjockt medan det på tornet var 240 mm tjockt. Sidorna på tornet var 200 mm medan chassit hade 180 mm under tornringen och 100 mm på kjolpansaret. Aktern hade 200 mm på tornet och 150 mm på chassit. Taket var 60 mm tjockt på tornet och 50 mm på chassit förutom över föraren som hade 100 mm takpansar.
Chassits frontala sluttning var 55° på övre pansar och 34° på undre. Chassits bakre sluttning var 36° på övre pansar och 32° på undre. Tornets sluttningar var (förutom den rundade fronten) 30° på sidopansaret och 14° på baken. Resterande pansar var 0° eller 90°, det vill säga platt vertikalt eller horisontellt.

### Motor
Maskineriet var diesel-elektriskt eller bensin-elektriskt beroende på prototyp (se inforuta). Detta betyder att man hade en bensin- eller dieselmotor som genererade ström till två elmotorer som drev vagnens band. Detta system har fördelen att ge mer plats i vagnen. Dock var detta mycket nytt och outvecklat vilket ledde till problem då överhettning av elmotorerna kunde orsaka farliga bränder i vagnen.